# Karan Arjun
Karan Arjun (hindi: करन अरजुन, urdu: کرن اَرجُن) – indyjski film akcji, dramat zemsty i miłości z elementami musicalu wyreżyserowany w 1995 r. przez Rakesh Roshana. W rolach głównych występują sławni bollywoodzcy aktorzy Shah Rukh Khan, Salman Khan i Kajol. Tematem filmu jest trwająca pokoleniami zemsta za krzywdę. Jej spełnienie umożliwia reinkarnacja – matka zabitych synów wyprasza u krwawej bogini Kali ich ponowne narodzenie i zemstę na krzywdzicielu.

## Opis
Umierający właściciel posiadłości wzywa do siebie Durgę (Raakhee) z dwoma dorosłymi synami Karanem (Salman Khan) i Arjunem (Shah Rukh Khan). Spodziewając się, że za chwilę stanie przed Bogiem chce on zadośćuczynić tym, których kiedyś skrzywdził. Przed laty jego syn ożenił się wbrew jego woli. Ojciec odrzucił go nie chcąc znać jego rodziny. Teraz odchodząc chce uznać swoich wnuków za prawowitych dziedziców. Przeszkadza w tym jego bratanek Dhurjan Singh (Amrish Puri). Przyznaje się, że przed laty zabił ojca Karana i Arjuna, a teraz żądny bogactwa dusi umierającego starca, aby nie zmienił swojego testamentu na korzyść wnuków. Karan i Arjun stoją Dhurjanowi na drodze do pieniędzy, muszą więc umrzeć. Zrozpaczona Durga błaga krwawą boginię Kali, aby ta pomogła jej w dopełnieniu zemsty na krzywdzicielu. Ten, kto zabrał życie jej mężowi i synom zasługuje na śmierć. Durga modli się u Kali o mścicieli i w tej samej chwili gdzieś w Indiach w różnych miejscach rodzi się dwóch chłopców: Ajay i Vijay. Mija dwadzieścia lat.

## Obsada
- Salman Khan – Karan Singh/Ajay
- Shahrukh Khan – Arjun Singh/Vijay
- Raakhee – Durga Singh
- Kajol – Sonia Saxena
- Mamta Kulkarni – Bindiya
- Amrish Puri – Thakur Durjan Singh
- Ranjeet – Mr. Saxena
- Johnny Lever – Lenghaiya

## Muzyka i piosenki
Muzykę stworzył Rajesh Roshan, kompozytor w takich filmach jak Koyla 1997, Kaho Naa... Pyaar Hai 2000, Koi... Mil Gaya 2003, Krrish 2006.
1. "Jaati Hoon Main" – Kumar Sanu i Alka Yagnik
2. "Yeh Band Han To" – Kumar Sanu, Alka Yagnik i Udit Narayan
3. "Ek Munda" – Udit Narayan
4. "Bhangda Paale" – Sadhana Sargam, Mohd Aziz, Sudesh Bhosle
5. "Gup Chup Gup Chup" – Ila Arjun i Alka Yagnik
6. "Jai Maa Kali" – Kumar Sanu i Alka Yagnik

## Nagrody
- Screen Award – za najlepszą muzykę (Rajesh Roshan)
- Filmfare za najlepszy montaż (Sanjay Verma)
- Filmfare za najlepsze sceny walki (kung-fu)

## Nominacje do nagród
- do Nagrody Filmfare dla Najlepszego Filmu – Rakesh Roshan
- do Nagrody Filmfare dla Najlepszego Reżysera – Rakesh Roshan
- do Nagrody Filmfare dla Najlepszego Aktora Drugoplanowego – Salman Khan
- do Nagrody Filmfare dla Najlepszej Aktorki Drugoplanowej – Raakhee Gulzar
- do Nagrody Filmfare dla Najlepszego Aktora Komediowego – Johnny Lever
- do Nagrody Filmfare dla Najlepszego Aktora Komediowego – Ashok Saraf
- do Nagrody Filmfare za Najlepszą Muzykę – Rajesh Roshan
- do Nagrody Filmfare za Najlepszą Rolę Negatywną – Amrish Puri